# Autovía A-11
Die Autovia A-11 oder Autovía del Duero ist eine Autobahn in Spanien. Die Autobahn beginnt in Soria und endet in San Martin del Pedroso an der Grenze zu Portugal.

## Abschnitte
| Position | Kurzbezeichnung des Abschnitts | Abschnitt                                                       | km    | Eröffnung                                                                   |
| -------- | ------------------------------ | --------------------------------------------------------------- | ----- | --------------------------------------------------------------------------- |
| 1        |                                | Los Rábanos (A-15-La Mallona                                    | 20,6  | Planungen fertiggestellt (Ausschreibung ausstehend)                         |
| 2        |                                | La Mallona-Venta Nueva                                          | 6     | Baustelle (Eröffnung voraussichtlich Frühling 2018)                         |
| 3        |                                | Venta Nueva-Santiuste                                           | 17    | Baustelle (Eröffnung voraussichtlich Oktober 2019)                          |
| 4        |                                | Santiuste-El Burgo de Osma                                      | 9,47  | Baustelle (Eröffnung voraussichtlich Frühling 2018)                         |
| 5        | A-11                           | Variante El Burgo de Osma                                       | 9,57  | 2004                                                                        |
| 6        |                                | El Burgo de Osma-San Esteban de Gormaz                          | 11,1  | Baustelle (Eröffnung voraussichtlich Frühling 2018)                         |
| 7        |                                | San Esteban de Gormaz-Langa de Duero                            | 11,4  | Baustelle (Eröffnung voraussichtlich September 2018)                        |
| 8        |                                | Langa de Duero-Aranda de Duero                                  | 21,4  | Projekt zurückgezogen                                                       |
| 9        | A-11                           | Variante Aranda de Duero                                        | 13,7  | 2015                                                                        |
| 10       |                                | Castrillo de la Vega (Aranda de Duero) – L.P. Burgos/Valladolid | 13,7  | Planungen fertiggestellt (Ausschreibung ausstehend, Genehmigung ausstehend) |
| 11       |                                | L.P. Burgos/Valladolid – Quintanilla de Arriba (west)           | 28,5  | Projekt ausgezeichnet (?)<bt />Projekt genehmigt)                           |
| 12       |                                | Quintanilla de Arriba (west)-Olivares de Duero                  | 14,5  |                                                                             |
| 13       |                                | Olivares de Duero-Tudela de Duero                               | 20,2  |                                                                             |
| 14       | A-11                           | Tudela de Duero-Valladolid                                      | 12    | 2002                                                                        |
| 15       | VA-30                          | südliche Umfahrung Valladolid                                   | 8,5   | 2010                                                                        |
| 16       | Europastraße 80 Autovía A-62   | Valladolid-Tordesillas                                          | 22    | 1989                                                                        |
| 17       | Europastraße 82 A-11           | Tordesillas-Villaester                                          | 19    | 2003                                                                        |
| 18       | Europastraße 82 A-11           | Villaester-Toro                                                 | 15    | 2004                                                                        |
| 19       | Europastraße 82 A-11           | Toro-Zamora                                                     | 32,26 | 2005                                                                        |
| 20       | Europastraße 82 Autovía A-66   | Río Duero (Zamora)- Zamora (nord)                               | 5     | 2007                                                                        |
| 21       | Europastraße 82 A-11           | Nordumfahrung Zamora                                            | 6,1   | 2010                                                                        |
| 22       |                                | Zamora-Ricobayo                                                 | 17,2  |                                                                             |
| 23       |                                | Ricobayo Fonfría                                                | 20,2  |                                                                             |
| 24       |                                | Fonfría-Alcañices                                               | 17,8  |                                                                             |
| 25       |                                | Alcañices-San Martín del Pedroso                                | 16,6  |                                                                             |

## Streckenverlauf

### Variante de El Burgo de Osma
| Position | höchstzulässige Geschwindigkeit (km/h) | km  | Richtung (Portugal) | Richtung (Tordesillas) | Anschluss                               | Bemerkungen  |
| -------- | -------------------------------------- | --- | --- | --- | --------------------------------------- | ------------ |
| 1        | 100                                    |     | Beginn der A-11 | Beginn der! A-11 | N-122                                   | Gegenverkehr |
| 2        | 120                                    | 211 | El Burgo de Osma-Ciudad de Osma (ost) Hortezuela-Almazán                                                                                          | El Burgo de Osma-Ciudad de Osma (ost) Hortezuela-Almazán                                                                                          | N-122 CL-116                            |              |
| 3        | 120                                    | 218 | Ciudad de Osma-El Burgo de Osma (west) Alcubilla del Marqués Berzosa Gormaz-Retortillo de Soria San Leonardo de Yagüe Polígono industrial Lagüera | Ciudad de Osma-El Burgo de Osma (west) Alcubilla del Marqués Berzosa Gormaz-Retortillo de Soria San Leonardo de Yagüe Polígono industrial Lagüera | N-122 SO-P-4027 SO-P-5007 SO-161 SO-920 |              |
| 4        | 100                                    |     | Ende der Autobahn | Ende der Autobahn | N-122                                   | Gegenverkehr |

### Variante de Aranda de Duero
| Position | höchstzulässige Geschwindigkeit (km/h) | km  | Richtung (Portugal)                 | Richtung (Tordesillas)              | Anschluss       | Bemerkungen  |
| -------- | -------------------------------------- | --- | ----------------------------------- | ----------------------------------- | --------------- | ------------ |
| 1        | 100                                    |     | Beginn der Autobahn                 | Beginn der Autobahn                 | BU-V-2031       | Gegenverkehr |
| 2        | 120                                    | 119 | Castrillo de la Vega Adrada de Haza | Castrillo de la Vega Adrada de Haza | N-122 BU-V-2031 |              |
| 3        | 100                                    | 113 | Madrid-Burgos Aranda de Duero       | Madrid-Burgos Aranda de Duero       | E-5 A-1 N-I     |              |
| 4        | 100                                    |     | Ende der Autobahn                   | Ende der Autobahn                   | N-122           | Gegenverkehr |

### Tudela de Duero – Valladolid (VA-11)
| Position | höchstzulässige Geschwindigkeit (km/h) | km  | Richtung (Portugal) | Richtung (Tordesillas) | Anschluss                                                  | Bemerkungen      |
| -------- | -------------------------------------- | --- | --- | --- | ---------------------------------------------------------- | ---------------- |
| 1        | 80                                     |     | Beginn der Autobahn | Ende der Autobahn | N-122                                                      | Gegenverkehr     |
| 2        | 100                                    | 345 | Tudela de Duero (ost) Herrera de Duero Boecillo                                                                                            | Tudela de Duero (ost) Herrera de Duero Boecillo                                                                                            | VA-200 CL-600                                              |                  |
| 3        | 100                                    |     | Douro | Douro |                                                            |                  |
| 4        | 100                                    | 347 | Tudela de Duero (Stadt)-Villabáñez | | VP-3302                                                    |                  |
| 5        | 100                                    | 349 | | Tudela de Duero (Stadt)-Villabáñez | VP-3302                                                    |                  |
| 6        | 100                                    |     | Canal del Duero | Canal del Duero |                                                            |                  |
| 7        | 100                                    | 350 | Vía de servicio | Vía de servicio |                                                            |                  |
| 8        | 100                                    | 354 | La Cistérniga Industriegebiet La Mora | |                                                            |                  |
| 9        | 100                                    | 357 | La Cistérniga | La Cistérniga |                                                            |                  |
| 10       |                                        |     | Ende der Autovía del Duero, weiter als VA-30 und E-80, A-62 bis Tordesillas, wo sie wieder zur E-82 A-11 wird                              | Beginn der A-11 |                                                            |                  |
| 11       | 40                                     | 358 | La Cistérniga VA-30 Palencia Burgos Renedo de Esgueva Cabezón de Pisuerga                                                                  | La Cistérniga VA-30 Palencia Burgos Renedo de Esgueva Cabezón de Pisuerga                                                                  | VA-30 E 80 A-62 VA-140 VA-113                              | Kreisverkehr     |
| 12       | 40                                     | 358 | Industriegebiet San Cristóbal VA-30 Zamora Salamanca Segovia Madrid-León-Flughafen Medina del Campo                                        | Industriegebiet San Cristóbal VA-30 Zamora Salamanca Segovia Madrid-León-Flughafen Medina del Campo                                        | VA-30 E-82 A-11 E-80 A-62 A-601 N-601 CL-610               | Kreisverkehr     |
| 13       | 50                                     | 359 | Industriegebiet San Cristóbal | Industriegebiet San Cristóbal |                                                            | Ampel Staugefahr |
| 14       | 50                                     | 360 | VA-20 Valladolid Salamanca-Palencia-Burgos Zamora Segovia Medina del Campo León Flughafen Valladolid Renedo de Esgueva Cabezón de Pisuerga | VA-20 Valladolid Salamanca-Palencia-Burgos Zamora Segovia Medina del Campo León Flughafen Valladolid Renedo de Esgueva Cabezón de Pisuerga | VA-20 E-82 A-11 E-80 A-62 A-601 N-601 CL-610 VA-140 VA-113 | Ampel            |
| 15       |                                        |     | Einfahrt Valladolid Avenida de Soria Plaza Circular Staugefahr                                                                             | |                                                            |                  |

### Ronda Exterior Sur de Valladolid (VA-30)
| Position | höchstzulässige Geschwindigkeit (km/h) | km   | Richtung (Portugal) | Richtung (Tordesillas)                                                          | Anschluss                                | Bemerkungen |
| -------- | -------------------------------------- | ---- | --- | ------------------------------------------------------------------------------- | ---------------------------------------- | ----------- |
| 1        | 100                                    | 13   | Valladolid (Stadt) Industriegebiet San Cristóbal A-11 Soria N-122 La Cistérniga                                        | Valladolid (Stadt) Industriegebiet San Cristóbal A-11 Soria N-122 La Cistérniga | A-11 N-122                               |             |
| 2        | 100                                    | 15   | Valladolid (ost) Industriegebiet San Cristóbal A-601 Segovia                                                           | Valladolid (ost) Industriegebiet San Cristóbal A-601 Segovia VA-20 León         | A-601 VA-20                              |             |
| 3        | 100                                    | 16AB | Valladolid (Stadt) N-601 Olmedo                                                                                        | Valladolid (Stadt) N-601 Olmedo                                                 | N-601                                    |             |
| 4        | 100                                    |      | Schnellfahrstrecke Madrid–Valladolid FF.CC. Madrid-Irún                                                                | Schnellfahrstrecke Madrid–Valladolid FF.CC. Madrid-Irún                         |                                          |             |
| 5        | 100                                    | 18   | Valladolid (Stadt) Paseo de Zorrilla CL-610 Medina del Campo                                                           | Valladolid (Stadt) Paseo de Zorrilla CL-610 Medina del Campo                    | CL-610                                   |             |
| 6        | 100                                    | 19   | VP-9801 Simancas | VP-9801 Simancas                                                                | VP-9801                                  |             |
| 7        | 100                                    |      | Pisuerga | Pisuerga                                                                        |                                          |             |
| 8        | 100                                    | 20   | Valladolid (west) Arroyo de la Encomienda                                                                              | Valladolid (west) Arroyo de la Encomienda                                       |                                          |             |
| 9        | 80                                     | 21AB | Europastraße 80 Autovia A-62 Salamanca Palencia Burgos Europastraße 82 Autovia A-11 Zamora Autovia A-60 León Flughafen |                                                                                 | E-80 Autovía A-62 E-80 A-11 Autovía A-60 |             |

### Valladolid – Tordesillas
| Position | höchstzulässige Geschwindigkeit (km/h) | km    | Richtung (Portugal)                                                  | Richtung (Tordesillas)                          | Anschluss                     | Bemerkungen |
| -------- | -------------------------------------- | ----- | -------------------------------------------------------------------- | ----------------------------------------------- | ----------------------------- | ----------- |
| 1        | 120                                    | 129   | VA-30 Olmedo Soria Segovia Medina del Campo                          | VA-30 Olmedo Soria Segovia Medina del Campo     | VA-30 N-601 A-11 A-601 CL-610 |             |
| 2        | 120                                    | 130AB | Valladolid (süd) Arroyo de la Encomienda La Flecha Ciguñuela         | Arroyo de la Encomienda La Flecha Ciguñuela     |                               |             |
| 3        | 120                                    | 132,4 |                                                                      | Radarkontrolle (Höchstgeschwindigkeit 120 km/h) |                               |             |
| 4        | 120                                    | 134   | Puente Duero Tudela de Duero Vía de servicio                         | Puente Duero Tudela de Duero Vía de servicio    | CL-600                        |             |
| 5        | 120                                    | 135   | Simancas Geria Archivo General de Simancas                           | Simancas Geria Archivo General de Simancas      | VP-5806                       |             |
| 6        | 120                                    | 137   | Urbanización Panorama                                                | Urbanización Panorama                           |                               |             |
| 7        | 120                                    | 139   | Geria Área de servicio                                               | Geria Área de servicio                          | VP-5803                       |             |
| 8        | 120                                    | 142   | Villamarciel Velliza                                                 | Villamarciel Velliza                            | VP-9802 VP-5804               |             |
| 9        | 120                                    | 143   | Área de servicio                                                     |                                                 |                               |             |
| 10       | 120                                    | 145   | San Miguel del Pino                                                  | San Miguel del Pino                             | VP-9803                       |             |
| 11       | 120                                    | 148   | Urbanización El Montico                                              | Urbanización El Montico                         |                               |             |
| 12       | 120                                    | 151   | Tordesillas Medina del Campo – Madrid                                | Tordesillas Medina del Campo – Madrid           | N-620 A-6                     |             |
| 13       | 120                                    |       | weiter als Autovía A-6 A Coruña E-80 A-62 Salamanca E-82 A-11 Zamora | A-6 E-80 Autovía A-62 E-80 A-11 Autovía A-60    |                               |             |

### Tordesillas-Zamora
| Position | höchstzulässige Geschwindigkeit (km/h) | km     | Richtung (Portugal)                                                                         | Richtung (Tordesillas)                                                                                          | Anschluss                      | Bemerkungen   |
| -------- | -------------------------------------- | ------ | ------------------------------------------------------------------------------------------- | --- | ------------------------------ | ------------- |
| 1        |                                        |        | Beginn der Autovía del Duero                                                                | Ende der Autovía del Duero                                                                                      | E-80 Autovía A-62              |               |
| 2        | 80                                     | 394 AB |                                                                                             | Tordesillas Valladolid -Burgos – Salamanca – Guarda (Portugal) Medina del Campo -Madrid – Benavente – La Coruña | N-122 E-80 Autovía A-62 A-6    | N-122 VP-7701 |
| 3        | 120                                    | 395    | Torrecilla de la Abadesa                                                                    | Torrecilla de la Abadesa                                                                                        | N-122 VP-6701                  |               |
| 4        | 120                                    | 410    | Villaester Pedrosa del Rey                                                                  | Villaester Pedrosa del Rey                                                                                      |                                |               |
| 5        | 120                                    |        | Provinz Zamora                                                                              | Provinz Zamora                                                                                                  | N-122                          |               |
| 6        | 120                                    | 417    | Morales de Toro                                                                             | Morales de Toro                                                                                                 | VP-6701                        |               |
| 7        | 120                                    | 425    | Villavendimio Villardefrades Toro                                                           | Villavendimio Villardefrades Toro                                                                               | ZA-705                         |               |
| 8        | 120                                    | 438    | Fresno de la Ribera Matilla la Seca                                                         | Fresno de la Ribera Matilla la Seca                                                                             | ZA-P-2307                      | Wildwechsel   |
| 9        | 120                                    | 447    | Coreses Algodre                                                                             | Coreses Algodre                                                                                                 | ZA-P-1303                      |               |
| 10       | 120                                    | 455 AB | Zamora Alcañices-Bragança (Portugal) Benavente-León-Orense Salamanca-Cáceres Mérida-Sevilla | Zamora Alcañices-Bragança (Portugal) Benavente-León-Orense Salamanca-Cáceres Mérida-Sevilla                     | ZA-12 A-11 E-82 A-66E-70 E-803 |               |
| 11       | 120                                    |        | Ende der Autovía del Duero Beginn der Acceso Este a Zamora                                  | Ende der Acceso Este a Zamora Beginn der Autovía del Duero                                                      | ZA-12                          | Staugefahr    |

### Ronda Norte de Zamora
| Position | höchstzulässige Geschwindigkeit (km/h) | km  | Richtung (Portugal)                          | Richtung (Tordesillas)                                                                         | Anschluss      | Bemerkungen  |
| -------- | -------------------------------------- | --- | -------------------------------------------- | ---------------------------------------------------------------------------------------------- | -------------- | ------------ |
| 1        |                                        |     | Beginn der Autovía del Duero                 | Ende der Autovía del Duero                                                                     | A-66           |              |
| 2        | 100                                    | 461 |                                              | Benavente-León-Orense Salamanca – Cáceres – Mérida – Sevilla Tordesillas – Valladolid – Madrid | A-66 A-11 E-82 |              |
| 3        | 100                                    | 463 | Roales del Pan Zamora (nord) Industriegebiet |                                                                                                | N-630 ZA-11    |              |
| 4        | 120                                    | 466 | Zamora (west)                                | Zamora (west)                                                                                  | N-122          |              |
| 5        | 100                                    |     | Ende der Autovía del Duero                   | Beginn der Autovía del Duero                                                                   | N-122          | Gegenverkehr |

## Größere Städte an der Autobahn
- Soria
- El Burgo de Osma
- Aranda de Duero
- Tudela de Duero
- Valladolid
- Tordesillas
- Zamora